# 唐濂伯
唐濂伯（1436年—1454年），字必周，广东琼山（今属海南省）人。明朝解元、诗人。

## 生平
景泰四年（1453年）癸酉科广东乡试解元，未及参加会试而卒。明正德《琼台志》有传。

## 纪念
明王佐有诗《唐必周解元墓》：「洗马桥东水泊津，野田荒陌草如茵。他时若问田边墓，五岭南来第一人。」